# 도베역
도베역(일본어: 戸部駅、とべえき)(영어: Tobe Station)은 요코하마시 니시구에 있는 게이힌 급행전철 본선의 철도역이다. 역 번호는 KK38이다.

## 역 구조
6량 편성 대응의 섬식 승강장 1면 2선의 고가역이다. 승강장은 북서에서 남동으로 뻗어 개찰구는 북단 부근에 1개소 설치되어 있다. 역사는 국도 제1호선에 접한다. 승강장과 개찰구 층을 연결하는 엘리베이터가 설치되어 있다.
역의 요코하마 방향으로 시속 40km/h제한의 급커브가 있어 통과 열차는 저속으로 주행한다.

### 타는 곳
| 1 | 게이큐 본선 | 가미오오카・우라가・미사키구치 방면                                                 |
| 2 | 게이큐 본선 | 요코하마・게이큐 가와사키・시나가와・센가쿠지・신바시・아사쿠사・인바니혼이다이방면 |

## 역세권 정보
- 국도 제1호선
- 니시 구청 (니시 구 합동청사)
- 가나가와 현 도베 경찰서
- 도베 공원
- 요코하마 시영 지하철 블루라인 다카시마초 역
- 사가미 철도 본선 히라누마바시 역
- 스이텐구 히라누마 신사(神寺)
- 시네마 노베센토

## 역사
- 1931년 12월 26일: 영업 개시.

## 인접역
| 게이힌 급행 전철 본선       | 게이힌 급행 전철 본선 | 게이힌 급행 전철 본선     |
| --------------------------- | --------------------- | ------------------------- |
| KK37 요코하마 시나가와 방면 | ■ 보통                | 히노데초 KK39 우라가 방면 |